# Clivia
Clivia er en slægt af enkimbladede dækfrøede planter fra det sydlige Afrika.
| Botanik | Spire Denne botanikartikel er en spire som bør udbygges. Du er velkommen til at hjælpe Wikipedia ved at udvide den. |